# Ataenius martinezi
Ataenius martinezi är en skalbaggsart som beskrevs av Rudolph Petrovitz 1973. Ataenius martinezi ingår i släktet Ataenius och familjen Aphodiidae. Inga underarter finns listade.